# Nieder-Ense
Nieder-Ense ist ein Stadtteil von Korbach im nordhessischen Landkreis Waldeck-Frankenberg.

## Geschichte
Überblick
Die älteste bekannte schriftliche Erwähnung von Nieder-Ense erfolgte unter dem Namen Aenesi in einer Aufzeichnung des Klosters Corvey wir in die Zeit 1016–1020 datiert. Durch den Ort führte die frühere Handelsstraße von Frankfurt über Paderborn nach Bremen.
Zudem gibt es den sogenannten „Frau-Holle-Felsen“, dieser liegt südöstlich von Nieder-Ense und ist über den Weg „Am Katergraben“ zu erreichen.
Der Felsen in einem lichten Buchen-Hochwald ist vor etwa 200 Millionen Jahren entstanden. Der Sage nach liegt hier das Winterquartier von Frau Holle.
Im Zuge der Gebietsreform in Hessen wurde zum 31. Dezember 1970 die bis dahin selbständige Gemeinde Nieder-Ense zusammen mit Nordenbeck und Ober-Ense auf freiwilliger Basis in die Stadt Korbach eingemeindet. Die Gemeinde Nieder-Ense hatte eine Gemarkungsfläche von 6,33 km². Für Nieder-Ense, wie für alle eingegliederten ehemals eigenständigen Gemeinden von Korbach, wurden Ortsbezirke mit Ortsbeirat und Ortsvorsteher nach der Hessischen Gemeindeordnung gebildet.
Verwaltungsgeschichte
Die folgende Liste zeigt die Staaten, in denen Nieder-Ense lag, und deren nachgeordnete Verwaltungseinheiten, denen es unterstand:
- 1336: Heiliges Römisches Reich, Grafschaft Waldeck, Amt Lichtenfels
- 1489 und später: Heiliges Römisches Reich, Grafschaft Waldeck, Amt Eisenberg
- ab 1712: Heiliges Römisches Reich, Fürstentum Waldeck, Amt Eisenberg
- ab 1806: Fürstentum Waldeck, Amt Eisenberg
- ab 1815: Fürstentum Waldeck, Oberjustizamt des Eisenbergs
- ab 1850: Fürstentum Waldeck-Pyrmont (seit 1849), Kreis des Eisenbergs[Anm. 1]
- ab 1867: Fürstentum Waldeck-Pyrmont, Kreis des Eisenbergs
- ab 1871: Deutsches Reich, Fürstentum Waldeck-Pyrmont, Kreis des Eisenbergs
- ab 1919: Deutsches Reich, Freistaat Waldeck-Pyrmont, Kreis des Eisenbergs
- ab 1929: Deutsches Reich, Freistaat Preußen, Provinz Hessen-Nassau, Regierungsbezirk Kassel, Kreis des Eisenbergs
- ab 1942: Deutsches Reich, Freistaat Preußen, Provinz Hessen-Nassau, Regierungsbezirk Kassel, Landkreis Waldeck
- ab 1944: Deutsches Reich, Freistaat Preußen, Provinz Kurhessen, Regierungsbezirk Kassel, Landkreis Waldeck
- ab 1945: Deutsches Reich, Amerikanische Besatzungszone, Groß-Hessen, Regierungsbezirk Kassel, Landkreis Waldeck
- ab 1946: Deutsches Reich, Amerikanische Besatzungszone, Hessen, Regierungsbezirk Kassel, Landkreis Waldeck
- ab 1949: Bundesrepublik Deutschland, Hessen, Regierungsbezirk Kassel, Landkreis Waldeck
- ab 1971: Bundesrepublik Deutschland, Hessen, Regierungsbezirk Kassel, Landkreis Waldeck, Stadt Korbach
- ab 1974: Bundesrepublik Deutschland, Hessen, Regierungsbezirk Kassel, Landkreis Waldeck-Frankenberg, Stadt Korbach

## Bevölkerung
Einwohnerstruktur 2011
Nach den Erhebungen des Zensus 2011 lebten am Stichtag dem 9. Mai 2011 in Nieder-Ense 343 Einwohner. Darunter waren 3 (0,9 %) Ausländer.
Nach dem Lebensalter waren 42 Einwohner unter 18 Jahren, 96 zwischen 18 und 49, 57 zwischen 50 und 64 und 48 Einwohner waren älter. Die Einwohner lebten in 102 Haushalten. Davon waren 33 Singlehaushalte, 24 Paare ohne Kinder und 36 Paare mit Kindern, sowie 9 Alleinerziehende und keine Wohngemeinschaften. In 27 Haushalten lebten ausschließlich Senioren und in 63 Haushaltungen leben keine Senioren.
Einwohnerentwicklung
| Quelle: Historisches Ortslexikon |
| • 1541: 23 Häuser                |
| • 1620: 32 Häuser                |
| • 1650: 7 Häuser                 |
| • 1738: 31 Häuser                |
| • 1770: 38 Häuser, 251 Einwohner |

| Nieder-Ense: Einwohnerzahlen von 1770 bis 2020 | Nieder-Ense: Einwohnerzahlen von 1770 bis 2020 | Nieder-Ense: Einwohnerzahlen von 1770 bis 2020 | Nieder-Ense: Einwohnerzahlen von 1770 bis 2020 | Nieder-Ense: Einwohnerzahlen von 1770 bis 2020 |
| --- | ---------------------------------------------- | ---------------------------------------------- | ---------------------------------------------- | ---------------------------------------------- |
| Jahr |                                                |                                                |                                                | Einwohner                                      |
| 1770 | 1770                                           |                                                | 251                                            | 251                                            |
| 1800 | 1800                                           |                                                | ?                                              | ?                                              |
| 1834 | 1834                                           |                                                | 290                                            | 290                                            |
| 1840 | 1840                                           |                                                | 306                                            | 306                                            |
| 1846 | 1846                                           |                                                | 293                                            | 293                                            |
| 1852 | 1852                                           |                                                | 342                                            | 342                                            |
| 1858 | 1858                                           |                                                | 286                                            | 286                                            |
| 1864 | 1864                                           |                                                | 280                                            | 280                                            |
| 1871 | 1871                                           |                                                | 256                                            | 256                                            |
| 1875 | 1875                                           |                                                | 269                                            | 269                                            |
| 1885 | 1885                                           |                                                | 266                                            | 266                                            |
| 1895 | 1895                                           |                                                | 262                                            | 262                                            |
| 1905 | 1905                                           |                                                | 243                                            | 243                                            |
| 1910 | 1910                                           |                                                | 238                                            | 238                                            |
| 1925 | 1925                                           |                                                | 234                                            | 234                                            |
| 1939 | 1939                                           |                                                | 232                                            | 232                                            |
| 1946 | 1946                                           |                                                | 350                                            | 350                                            |
| 1950 | 1950                                           |                                                | 329                                            | 329                                            |
| 1956 | 1956                                           |                                                | 282                                            | 282                                            |
| 1961 | 1961                                           |                                                | 274                                            | 274                                            |
| 1967 | 1967                                           |                                                | 303                                            | 303                                            |
| 1971 | 1971                                           |                                                | 315                                            | 315                                            |
| 1980 | 1980                                           |                                                | 283                                            | 283                                            |
| 1990 | 1990                                           |                                                | 261                                            | 261                                            |
| 1995 | 1995                                           |                                                | 261                                            | 261                                            |
| 2000 | 2000                                           |                                                | 264                                            | 264                                            |
| 2005 | 2005                                           |                                                | 265                                            | 265                                            |
| 2010 | 2010                                           |                                                | 250                                            | 250                                            |
| 2011 | 2011                                           |                                                | 243                                            | 243                                            |
| 2015 | 2015                                           |                                                | 232                                            | 232                                            |
| 2020 | 2020                                           |                                                | 240                                            | 240                                            |
| Datenquelle: Historisches Gemeindeverzeichnis für Hessen: Die Bevölkerung der Gemeinden 1834 bis 1967. Wiesbaden: Hessisches Statistisches Landesamt, 1968. Weitere Quellen: LAGIS; Stadt Korbach; Zensus 2011 |                                                |                                                |                                                |                                                |

## Religion
Die Kirche des Ortes, die zwischen 1130 und 1140 gebaut wurde, ist dem Apostel Petrus geweiht, sie beherbergt einen um 1700 gefertigten Barockaltar von Josias Wolrat Brützel und die Grabstätte von Anna von Viermund.
15. Jahrhundert gehörte Nieder-Ense zur Diözese Paderborn der Kirchenprovinz Mainz. Die Grafschaft Waldeck führte ab 1526 in ihrem Gebiet die Reformation ein. Dietrich Hecker predigte als erster Pfarrer nach 1541 entsprechend dem evangelischen Ritus.
Zum Kirchspiel Nieder-Ense gehörten bereits im Mittelalter Oberense, Nordenbeck und Goldhausen, von 1542 bis 1560 auch Immighausen sowie 1554 und 1557–1558/61 Schaaken. 1975 wurde Immighausen als Vikariatsgemeinde in das Kirchspiel eingegliedert. Seit 2018 gehören zum Kirchspiel „Nieder-Ense und Eppe“ die Orte Nieder-Ense, Immighausen, Ober-Ense, Goldhausen, Eppe, Hillershausen und Niederschleidern.
Im Jahr 1885 waren alle 262 Einwohnern in Nieder-Ense evangelisch. 1961 wurden 257 evangelische  (93,8 %) und 16 katholische (5,8 %) Christen gezählt.

## Sport
In Nieder-Ense gibt es einen Sportplatz mit einem Bolzplatz (mit Basketball- und Fußballfeld). Der Sportplatz wird von dem Fußballverein SSG Ense/Nordenbeck genutzt.